# Ból głowy towarzyszący seksowi
Ból głowy towarzyszący seksowi (inaczej cefalgia koitalna) – bardzo rzadka przypadłość, która przynosi cierpienie i dyskomfort osobie nią dotkniętą. Przeprowadzone wśród pacjentów przychodni neurologicznych badania etiologii migren wykazały, że 1 na 360 cierpi na bóle głowy związane z aktywnością seksualną. Ta forma migreny występuje u mężczyzn czterokrotnie częściej niż u kobiet. Dolegliwość może pojawić się w każdym momencie życia – od końca drugiej dekady życia po schyłek siódmej. Ból atakuje bez ostrzeżenia, jest trudny do przewidzenia, ponieważ wystąpiwszy raz w określonych okolicznościach, wcale nie musi się powtórzyć, gdy sytuacja jest podobna do tej, w której pojawiły się uprzednio.

## Leczenie
Zalecane jest następujące postępowanie:
- zmiana stylu współżycia seksualnego na częstsze stosunki o krótszym czasie trwania
- propranolol w dawkach od 40 do 200 mg dziennie
- indometacyna w dawkach od 25 do 225 mg dziennie
- Bellergot